# Дубровка (Лихославльский район)
Дубровка — опустевшая деревня в Лихославльском районе Тверской области.

## География
Находится в центральной части Тверской области на расстоянии приблизительно 27 км на север по прямой от районного центра города Лихославль на правом берегу реки Медведица.

## История
На карте 1941 года показана как поселение с 15 дворами. До 2021 года деревня входила в Станское сельское поселение Лихославльского района до его упразднения.

## Население
Численность населения не была учтена как в 2002 году, так и в 2010.